# Невезучие (фильм, 2003)
«Невезучие» (фр. «Tais-toi!» — «Заткнись!», итал. «sfortunato») — комедийный художественный фильм 2003 года. Главные роли исполняют Жан Рено и Жерар Депардьё. Режиссёр — Франсис Вебер.
Слоган фильма — «Им наконец повезло!».

## Сюжет
Квентин — простодушный добряк (возможно, умственно отсталый), обладающий огромной физической силой, безработный, не имеющий родственников, раньше сидел в тюрьмах за ограбления и угоны машин; любит лошадей, мечтал стать жокеем, одно время работал на конюшне. Рецидивиста задержала полиция, когда он после попытки ограбить банк спрятался в детском кинотеатре и там увлёкся просмотром мультфильма настолько, что начисто забыл о погоне. В тюрьме он постоянными разговорами и неуёмной любознательностью доводит сокамерников до такой степени раздражения, что те вступают с ним в драку и оказываются в лазарете после побоев со стороны Квентина.
Руби — профессиональный наёмный убийца, работающий в банде жестокого криминального босса Фогеля, влюбляется в девушку своего «работодателя». Тот, узнав об измене со стороны своей любовницы, убивает её. В отместку Руби срывает организованное Фогелем ограбление инкассаторской машины и присваивает похищенные бандой 20 миллионов евро. Он успевает спрятать деньги, но попадает в руки полиции. Поскольку в тюрьме Руби не проронил ни звука, к нему в камеру подсаживают Квентина, надеясь, что тот выведет соседа из себя и Руби проговорится при «прослушке».
Но всё пошло не так, как задумали следователи криминальной полиции: замученный несмолкаемой болтовнёй Квентина, Руби вскрыл себе вены, и его перевели в больницу. Квентин, считая Руби своим другом, следует его примеру и попадает в ту же клинику, однако Руби и в больнице не сказал ни слова, поэтому его отправляют в психиатрическую лечебницу. Квентин, желая, чтобы его отправили вслед за Руби, разбивает голову об стену. В лечебнице Руби договаривается с санитаром о плане побега, пообещав последнему 100 000 €, но действовать по плану не получается, поскольку по просьбе Квентина его приятель, алкоголик-крановщик Мартино, вытаскивает их обоих из психбольницы через забор с помощью автокрана.
На свободе беглецы попадают в целый ряд передряг. Руби поначалу не верит Квентину, думая, что тот «подставлен» к нему полицией, но постепенно понимает, что Квентин не лжёт, а действительно считает его своим другом. У Руби на свободе только одна цель — поквитаться с Фогелем, но Квентин, помогая ему, в то же время постоянно мешает, причём избавиться от него невозможно. За Квентином и Руби гонятся и подручные Фогеля, и полиция; Квентин «помогает» Руби посредством грабежей и угонов достать деньги, одежду и машины для побега, помогает отбиться от охранников Фогеля, но одновременно и накликает на Руби беду (тот получает вывихи руки, ноги, попадает под пули гангстеров Фогеля и полиции). После того, как Руби ранят в одной из стычек, Квентин привозит его в старое заброшенное бистро, которое он мечтает купить. Туда же приходит переночевать девушка Катя, бедная бездомная эмигрантка из Албании. Она очень похожа на возлюбленную Руби, убитую Фогелем. Когда все засыпают, у Квентина созревает план. Он звонит Фогелю и говорит, что знает, где прячется Руби, и сообщит обо всём утром за скромное вознаграждение. Так Квентин хочет отвлечь внимание охранников Фогеля, пока Руби будет разбираться с их боссом.
На следующее утро Руби отправляется в город, где берёт в тайнике (склеп на кладбище для животных) часть украденной суммы. Эти деньги он отдаёт Кате, чтобы она могла снять себе жилье. Та сообщает ему, что Квентин придумал какой-то план и украл у Руби мобильный телефон. Вернувшись в бистро, Руби обнаруживает, что Квентина избивают люди Фогеля. Быстро разобравшись с бандитами, Руби решает сам выступить в качестве «приманки», таким образом «улучшив» замысел Квентина. Он разряжает пистолет охранника, а патроны забирает себе, другой пистолет прячет под куртку и велит ему отвезти их обоих с Квентином к Фогелю. Там завязывается перестрелка, хозяин дома ранит Руби, а Квентин стреляет в Фогеля. Тот перед смертью успевает выстрелить в Квентина.
В особняк Фогеля врывается полиция; Руби кричит, что Квентин тяжело ранен и ему нужна помощь. Фильм заканчивается словами блаженно улыбающегося сквозь боль Квентина: «Мы убили Фогеля, так что нас надо выпустить, у нас теперь дел до хрена». Руби тихо цедит Квентину сквозь зубы: «Молчи...».

## В ролях
| Актёр            | Роль                                 |
| ---------------- | ------------------------------------ |
| Жерар Депардьё   | Квентин                              |
| Жан Рено         | Руби                                 |
| Ришар Берри      | комиссар Верне                       |
| Андре Дюссолье   | психиатр                             |
| Жан-Пьер Мало    | босс преступной группировки Фогель   |
| Жан-Мишель Нойри | Ламберт                              |
| Лорен Гамелон    | Морис                                |
| Орельен Рекуэн   | Рокко                                |
| Винсен Москат    | Раффи                                |
| Тики Хольгадо    | крановщик Мартино                    |
| Мишель Омон      | помощник психиатра                   |
| Леонор Варела    | Катя / Сандра                        |
| Эдгар Живри      | продавец лавки карнавальных костюмов |